# ViVi Võ Hùng Kiệt
ViVi Võ Hùng Kiệt (sinh 1945) là một họa sĩ và nhà điệu khắc danh tiếng người Việt. Ông được biết nhiều với tư cách là một họa sĩ vẽ tranh minh họa và truyện tranh thiếu nhi tại Việt Nam trước năm 1981.

## Thân thế

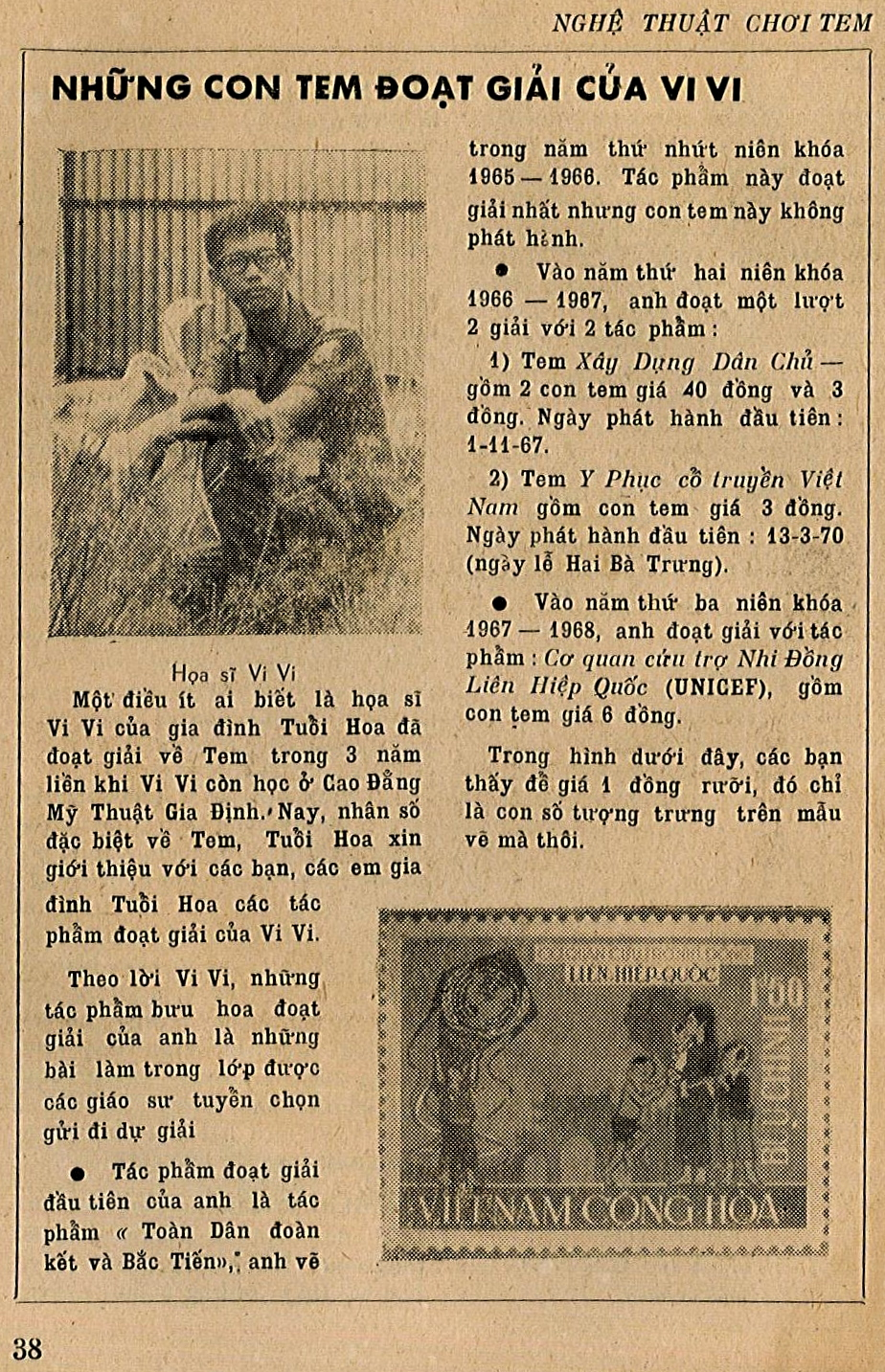
ViVi Võ Hùng Kiệt trên báo.

ViVi Võ Hùng Kiệt - Chân dung tự họa.

Nguyên danh ông là Võ Hùng Kiệt, sinh ngày 14 tháng 7 năm 1945 tại Vĩnh Long (Việt Nam), trong một gia đình Công giáo với tên thánh là Micae.
Từ nhỏ, ông đã biểu lộ năng khiếu về hội họa. Từ năm 1958, được sự khuyến khích của cụ Bảo Vân Bùi Văn Bảo, chủ bút báo Tuổi Xanh, ông bắt đầu gởi những tập truyện bằng tranh đăng trên báo Tuổi Xanh. Do sức ép của gia đình không muốn ông say mê với hội họa, bỏ bê học hành, năm 1961, ông xin vào tu ở Sơ Tập viện Dòng Sư huynh La San (Frère des Ecoles Chrétiens) Đồi La San NhaTrang.
Năm 1964, ông hoàn tục và thi vào trường Quốc gia Cao đẳng Mỹ thuật Sài Gòn. Cũng từ năm này, ông bắt đầu vẽ cho nguyệt san Tuổi Hoa với bút hiệu ViVi, ghép từ hai chữ đầu Việt Nam và Vĩnh Long. Ông cũng bắt đầu sự nghiệp vẽ mẫu tem. Năm 1965, lần đầu tiên ông đoạt được giải thưởng hạng nhất trong cuộc thi vẽ mẫu tem do Nha Tổng giám đốc Bưu điện Việt Nam Cộng hòa tổ chức hàng năm. Từ đó về sau, trên các tác phẩm tem, ông ký với tên thật Võ Hùng Kiệt.
Ông tốt nghiệp Cao đẳng Mỹ thuật năm 1968. Sau khi tốt nghiệp, ông nhập ngũ Quân lực Việt Nam Cộng hòa, phục vụ tại Phòng 7 (Trinh sát kỹ thuật) Bộ Tổng tham mưu Quân lực Việt Nam Cộng hòa. Trong thời gian quân ngũ, ông vẫn tiếp tục vẽ minh họa, sáng tác truyện tranh, vẽ tem mẫu cho nhiều sách báo và bưu điện. Ông nhận được khoảng 40 giải thưởng về bưu hoa của Tổng nha Bưu chính Việt Nam Cộng hòa.
Sau năm 1975, ông tiếp tục vẽ truyện tranh cộng tác với báo Khăn Quàng Đỏ với tên thật Võ Hùng Kiệt, theo kịch bản của các nhà văn (như Thái Thăng Long, Nam Thanh, Phùng Thái…). Năm 1981, ông vượt biên sang Canada và tạm định cư tại Montréal, đến năm 1995 sang sinh sống tại San Diego – Hoa Kỳ. Hiện nay ông sinh sống ở California, Hoa Kỳ.
Vợ ông là nhà văn, ca sĩ Diễm Châu, những năm gần đây cũng vẽ tranh với bút hiệu Cát Đơn Sa 

## Sáng tác

### Truyện tranh và tranh minh họa
Trước năm 1975, họa sĩ ViVi thường vẽ minh họa cho 2 nhật báo Độc Lập và Dân Chủ và các sách giáo khoa cho các nhà xuất bản như Quê Hương, Nhật Tảo, Sống Mới, Cành Hồng, Khai Trí, cho trường mẫu giáo Claire Joie (Annexe de Regina Mundi).
Họa sĩ ViVi có một thời cộng tác với các nhật báo, tạp chí ở Sài Gòn, chủ yếu vẽ bìa và minh họa cho các tờ Tuổi Xanh, Tuổi Hoa, Bạn Trẻ, Tinh Thần (Nha Tuyên Úy Công giáo), Trái Tim Đức Mẹ (Dòng Đồng Công), Đức Mẹ Hằng Cứu Giúp (Dòng Cứu Thế).

### Tem bưu chính
Ngoài ra họa sĩ ViVi còn vẽ tem cho bưu điện từ khi đang học năm thứ nhất trường Cao đẳng Mỹ thuật cho đến năm 1975. Họa sĩ ViVi Võ Hùng Kiệt vẽ Bưu Hoa từ năm 1965: "Toàn Dân Đoàn Kết và Chuẩn Bị Bắc Tiến" đề giá $3.00 (Số 309D nhà in Yvert- London) Con tem này chưa được phát hành là con tem đầu tiên được giải thưởng hạng nhất trong cuộc thi vẽ mẫu tem do Nha Tổng Giám đốc Bưu điện Việt Nam Cộng Hòa tổ chức hàng năm.
Họa sĩ ViVi Võ Hùng Kiệt đã đoạt 33 giải tem thư trong số đó có 27 con chiếm giải nhất trong thời gian 10 năm (1965 – 30-04-1975). Được Tổng Nha Bưu điện chọn để in bưu hoa trên lãnh thổ Việt Nam Cộng Hòa.
Có 4 giải tem bưu chính do ViVi Võ Hùng Kiệt sáng tác chưa kịp phát hành.
- 2 mẫu Tranh Dân Gian (tranh Đông Hồ: tranh Gà, tranh Lợn...)
- 1 mẫu tem Phi Cảng Tân Sơn Nhất (đề giá 200đ 00)
- 1 mẫu Ghe Thuyền lưu thông trên kinh rạch miền Nam (đề giá 10đ 00)

### Tranh hội họa
Tác phẩm của ViVi về hội họa, nổi bật với màu nước và sơn dầu. Tác phẩm của ông tả thực rất xuất sắc. Ông có sự sáng tạo trong chất liệu sáng tác như vẽ sơn dầu trên bao bố. Ý tưởng của ông thể hiện trong tranh dứt khoát, mãnh liệt và về chuyển tone màu thì thực kỳ tài.

#### Tranh màu nước
Trang tranh màu nước của họa sĩ ViVi

#### Tranh sơn dầu
Trang tranh sơn dầu của họa sĩ ViVi

#### Bích họa
Vẽ các Bích Họa (Mural) về 117 Vị Thánh Tử Vì Đạo VN ở Dòng Đồng Công Missouri Cao 35feet x rộng 40feet, ở San Bernardino cao 10feet x rộng 60feet). Mẹ Thăng Thiên ở Amarillo Texas cao 12feet x rộng 24feet…
117 Thánh Tử Đạo VN do Họa Sĩ Vivi vẽ cho riêng Hội Trường Các TTĐVN
Được kiến thiết trong khu vực Chi Dòng Đức Mẹ Đồng Công tại Thành phố Carthage, tiểu bang Missouri, Hoa Kỳ.
Khởi công ngày 17 tháng 11 năm 1997. Do Architects John Desmond & Associates và Đặng Văn Lợi họa đồ. Hãng thầu R.E. Smith Construction Company và Prestressed Casting Co. thực hiện

### Triển lãm hội họa
Khi còn ở Sài Gòn (từ 1965-1975), họa sĩ ViVi chỉ triển lãm tranh có 3 lần tại phòng Thông tin Văn hóa Saigon ở góc Lê Lợi – Tự Do cũ, Hội Hoạ Sĩ Trẻ và Alliance Française nhân các cuộc kêu gọi cứu trợ nạn nhân của nạn lụt miền Trung, miền Tây và đồng bào mất nhà trong chiến cuộc Mậu Thân. 
Còn ở nước ngoài họa sĩ ViVi từng triển lãm tranh tại Đông Kinh (Nhật), Bangkok (Thái Lan) và Vạn Tượng (Lào).

### Điêu khắc
Tên tuổi ông ở lĩnh vực điêu khắc nổi lên sau 1975. Được nhắc đến nhất đó là Đài Tưởng niệm Thuyền nhân Việt Nam, Đài Tưởng niệm được dựng trong một vùng đất mang nhiều ý nghĩa là Nghĩa Trang Peek Family trong khu Little Saigon, thành phố Westminster, California.
Các tác phẩm điêu khắc nổi bật của ông:
- Tượng Các Vị Thánh Tử Vì Đạo VN 1 đúc đồng và đặt tại: Maria Lewinston Garden (New York), Dòng Đồng Công (Carthage, Missouri), Denver, Colorado và Arlington Texas.
- Tượng Các Vị Thánh Tử Vì Đạo VN 2 đặt tại Austin, Texas
- Tượng Mẹ Maria VN tại Amarillo, Texas.
- Tượng Thuyền nhân Vượt biển – Santa Ana, California
- Tượng Thủ tướng Canada: Pierre Elliott Trudeau.
- Tượng Linh mục Trần Đình Thủ (Sáng lập Dòng Đồng Công)

### Thơ
Ông có sáng tác thơ (chủ yếu là thơ Đường luật thể Thất ngôn bát cú). Nhưng ở lĩnh vực mà tên tuổi của ông nổi bật nhất vẫn là hội họa và điêu khắc.